# Cha cha cha (Käärijä)
Cha cha cha è un singolo del cantante finlandese Käärijä, pubblicato il 17 gennaio 2023 come secondo estratto dal primo mixtape Cha cha cha mixtape.
È stato premiato nelle categorie di canzone dell'anno e canzone domestica più venduta dell'anno agli Emma gaala.

## Promozione

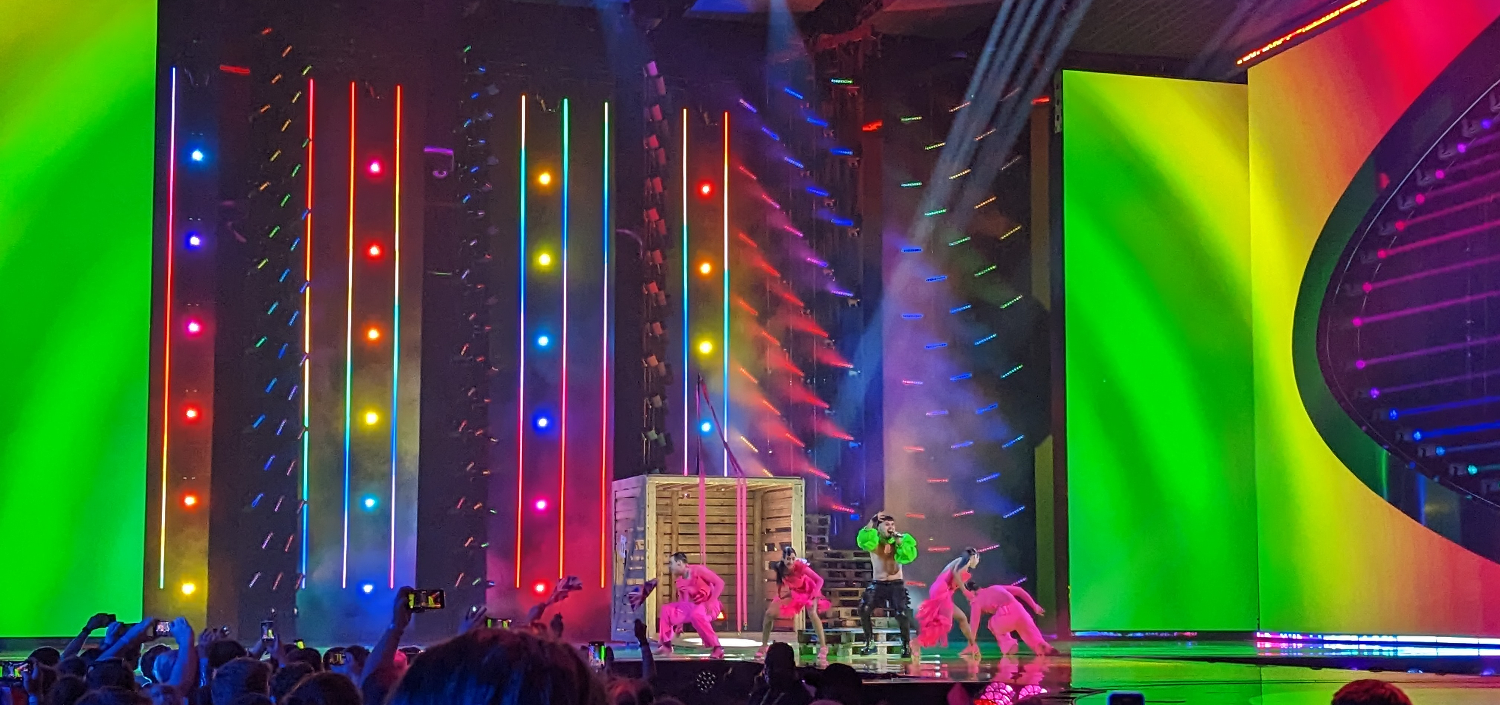
Käärijä durante l'esecuzione di Cha cha cha alle semifinali dell'Eurovision Song Contest, 8 maggio 2023

L'11 gennaio 2023 è stato annunciato che con Cha cha cha Käärijä avrebbe preso parte a Uuden Musiikin Kilpailu, il programma di selezione del rappresentante finlandese all'annuale Eurovision Song Contest. Il singolo è stato pubblicato in digitale il successivo 17 gennaio. Il 25 febbraio 2023 si è esibito alla competizione nazionale, dove si è classificato al primo posto sia nel voto della giuria che nel televoto (in quest'ultimo ottenendo più della metà dei voti totali sui 7 partecipanti) e diventando di diritto il rappresentante finlandese all'Eurovision Song Contest 2023 a Liverpool. Nel maggio successivo, dopo essersi qualificato dalla prima semifinale, Käärijä si è esibito nella finale eurovisiva, dove si è piazzato al 2º posto su 26 partecipanti con 526 punti totalizzati. Ha ottenuto una vittoria schiacciante nel televoto, ottenendo 376 punti e risultando il preferito dal pubblico in 18 dei 37 paesi votanti, ma il relativamente scarso risultato da parte delle giurie nazionali (150 punti) ha fatto sì che la Svezia, seconda classificata nel televoto ma netta vincitrice per i giurati, vincesse l'Eurovision una volta sommati i punteggi.

## Tracce
Testi e musiche di Aleksi Nurmi, Johannes Naukkarinen, Jere Pöyhönen e Jukka Sorsa.
1. Cha cha cha – 2:55

## Formazione
- Käärijä – voce
- Kiro – produzione
- Aleksi Nurmi – produzione, arrangiamenti
- Johannes Naukkarinen – arrangiamenti
- Jukka Sorsa – chitarra, arrangiamenti
- Kalle Keskikuru – missaggio
- Svante Forsbäck – mastering

## Classifiche

### Classifiche settimanali
| Classifica (2023) | Posizione massima |
| ----------------- | ----------------- |
| Austria           | 7                 |
| Belgio (Fiandre)  | 9                 |
| Croazia           | 2                 |
| Danimarca         | 32                |
| Finlandia         | 1                 |
| Germania          | 18                |
| Grecia            | 2                 |
| Irlanda           | 7                 |
| Islanda           | 2                 |
| Israele           | 30                |
| Italia            | 85                |
| Lettonia          | 1                 |
| Lituania          | 1                 |
| Lussemburgo       | 11                |
| Norvegia          | 3                 |
| Paesi Bassi       | 13                |
| Polonia           | 2                 |
| Portogallo        | 43                |
| Regno Unito       | 6                 |
| Repubblica Ceca   | 8                 |
| Slovacchia        | 16                |
| Spagna            | 46                |
| Svezia            | 1                 |
| Svizzera          | 8                 |

### Classifiche di fine anno
| Classifica (2023) | Posizione |
| ----------------- | --------- |
| Finlandia         | 1         |
| Islanda           | 9         |
| Svezia            | 25        |